# パラレル・マザーズ
『パラレル・マザーズ』（西: Madres paralelas、英: Parallel Mothers）は、2021年のスペインのドラマ映画。
ペネロペ・クルス主演、ペドロ・アルモドバル監督による新生児取り違えを扱った作品である。また、スペイン内戦による虐殺の歴史も描かれ、高い評価を得る。
2021年9月1日、第78回ヴェネツィア国際映画祭のオープニング作品としてワールドプレミア上映され、観客から9分間のスタンディングオベーションを受けた。本作でペネロペ・クルスは、ヴェネツィア国際映画祭 女優賞を受賞した。

## ストーリー
写真家のジャニスは、法人類学者アルトゥロに、スペイン内戦中に故郷で殺害され集団墓地に埋められた曾祖父や村人たちの遺骨の発掘を依頼する。アルトゥロは、自らの財団で実施することを決め、ジャニスと親密になる。その後、ジャニスはアルトゥロの子を妊娠するが、彼には癌を患っている妻がおり、シングルマザーになることを決意する。
ジャニスは、産婦人科で10代のシングルマザーであるアナと病室を共にし、彼女と同時に出産する。ジャニスはその子をセシリアと名付け、退院後アルトゥロに見せるが、彼は自分と似ていないことを理由に、別の男が父親ではないかと疑う。ジャニスは怒るが不安にもなり、DNA鑑定をする。そして、ジャニスの子供ではないことが判明するが、誰にも打ち明けることなく育て続ける。
数か月後、ジャニスは自宅近くのカフェで働いているアナに遭遇する。アナは、母親のテレサが、女優のキャリアを優先して育児を支えてくれないことに失望し、実家を出て生活しているのだという。ジャニスの自宅に招かれたアナは、自分の子が突然死してしまったことを彼女に明かす。アナの子の写真を見たジャニスは、病院で自分の子とアナの子が取り違えられたことを確信する。
ジャニスはアナを同居させ、家事や育児を手伝わせる。ジャニスは、親子鑑定のためであることを告げずに、アナから唾液のサンプルを採取する。鑑定の結果、セシリアがアナの娘であることが確定した。その後、アナは同級生よる輪姦で妊娠し、相手から口外しないよう圧力をかけられたことを明かす。アナはジャニスに恋心を抱き性行為に及ぶが、ジャニスはそれ以上踏み込まない。
アルトゥロはジャニスのもとを訪れ、財団が遺骨の発掘事業を承認したことと、妻が回復したため別居を決めたことを報告する。アルトゥロとジャニスがバーで祝杯をあげる一方、アナは嫉妬を募らせる。そして、アナのもとに母親のテレサが訪れ、ひどい母親だと思いながらも、女優としての夢を諦めきれなかったことを理解してほしいと頼む。
ついに、ジャニスはアナに真実を告げるが、アナは怒りセシリアを連れて家から出ていく。落ち込んだジャニスはアルトゥロにその事実を打ち明け、二人は一晩を共にする。翌朝、心を静めたアナはジャニスに電話をかけ、セシリアと一緒に再出発しようと話す。
数ヵ月後、ジャニスはアルトゥロと故郷の村を訪れ、遺族から内戦当時の証言を収集し、遺骨発掘の準備をする。ジャニスは、発掘現場にセシリアを連れてやって来たアナに、妊娠3カ月であることを明かす。子供の名前について問われたジャニスは、女の子ならアナ、男の子なら曾祖父にちなんでアントニオにすると答える。遺骨は無事発見され、ジャニスたちは村人とともに発掘場所に集まり、亡くなった愛する人々を悼む。

## キャスト
- ジャニス - ペネロペ・クルス
- アナ - ミレナ・スミット（スペイン語版）
- アルトゥロ - イスラエル・エレハルデ（スペイン語版）
- テレサ - アイタナ・サンチェス＝ギヨン
- エレナ - ロッシ・デ・パルマ
- ブリヒダ - フリエタ・セラーノ（スペイン語版）
- ブリヒダの姪 - アデルファ・カルボ（スペイン語版）

## 受賞
| 映画祭                                     | 開催回 | 賞                                     | 該当者                                                       | 結果       | 脚注          |
| ------------------------------------------ | ------ | -------------------------------------- | ------------------------------------------------------------ | ---------- | ------------- |
| ヴェネツィア国際映画祭                     | 第78回 | 金獅子賞                               | ペドロ・アルモドバル                                         | ノミネート | [ 5 ]         |
| ヴェネツィア国際映画祭                     | 第78回 | クィア獅子賞                           | ペドロ・アルモドバル                                         | ノミネート | [ 5 ]         |
| ヴェネツィア国際映画祭                     | 第78回 | 女優賞                                 | ペネロペ・クルス                                             | 受賞       | [ 5 ]         |
| ハリウッド・ミュージック・イン・メディア賞 | 第12回 | 作曲賞（外国語インディペンデント映画） | アルベルト・イグレシアス                                     | 受賞       | [ 6 ]         |
| フォルケ賞                                 | 第27回 | 作品賞                                 | 作品賞                                                       | ノミネート | [ 7 ]         |
| フォルケ賞                                 | 第27回 | 女優賞                                 | ペネロペ・クルス                                             | ノミネート | [ 7 ]         |
| フォルケ賞                                 | 第27回 | 教育賞                                 | 教育賞                                                       | ノミネート | [ 7 ]         |
| ロサンゼルス映画批評家協会賞               | 第47回 | 主演女優賞                             | ペネロペ・クルス                                             | 受賞       | [ 8 ]         |
| ロサンゼルス映画批評家協会賞               | 第47回 | 音楽賞                                 | アルベルト・イグレシアス                                     | 受賞       | [ 8 ]         |
| 全米映画批評家協会                         | 第56回 | 女優賞                                 | ペネロペ・クルス                                             | 受賞       | [ 9 ]         |
| 全米映画批評家協会                         | 第56回 | 脚本賞                                 | ペドロ・アルモドバル                                         | 次点       | [ 9 ]         |
| ゴールデングローブ賞                       | 第79回 | 外国語映画賞                           | 外国語映画賞                                                 | 受賞       | [ 10 ]        |
| ゴールデングローブ賞                       | 第79回 | 作曲賞                                 | アルベルト・イグレシアス                                     | ノミネート | [ 10 ]        |
| サンディエゴ映画批評家協会                 | 第26回 | 主演女優賞                             | ペネロペ・クルス                                             | 受賞       | [ 11 ] [ 12 ] |
| サンディエゴ映画批評家協会                 | 第26回 | 脚本賞                                 | ペドロ・アルモドバル                                         | ノミネート | [ 11 ] [ 12 ] |
| サンディエゴ映画批評家協会                 | 第26回 | 外国語映画賞                           | 外国語映画賞                                                 | 受賞       | [ 11 ] [ 12 ] |
| サンフランシスコ・ベイエリア映画批評家協会 | 第20回 | 主演女優賞                             | ペネロペ・クルス                                             | ノミネート | [ 13 ] [ 14 ] |
| サンフランシスコ・ベイエリア映画批評家協会 | 第20回 | 外国語映画賞                           | 外国語映画賞                                                 | ノミネート | [ 13 ] [ 14 ] |
| オースティン映画批評家協会                 | 第17回 | 女優賞                                 | ペネロペ・クルス                                             | ノミネート | [ 15 ] [ 16 ] |
| オースティン映画批評家協会                 | 第17回 | 国際映画賞                             | 国際映画賞                                                   | ノミネート | [ 15 ] [ 16 ] |
| トロント映画批評家協会                     | 第25回 | 女優賞                                 | ペネロペ・クルス                                             | 次点       | [ 17 ]        |
| オーストラリア映画テレビ芸術アカデミー賞   | 第11回 | 主演女優賞                             | ペネロペ・クルス                                             | ノミネート | [ 18 ] [ 19 ] |
| フェロス賞                                 | 第9回  | ドラマ賞                               | アグスティン・アルモドバル / エステル・ガルシア              | ノミネート | [ 20 ]        |
| フェロス賞                                 | 第9回  | 監督賞                                 | ペドロ・アルモドバル                                         | ノミネート | [ 20 ]        |
| フェロス賞                                 | 第9回  | 主演女優賞                             | ペネロペ・クルス                                             | ノミネート | [ 20 ]        |
| フェロス賞                                 | 第9回  | 助演女優賞                             | アイタナ・サンチェス＝ギヨン                                 | 受賞       | [ 20 ]        |
| フェロス賞                                 | 第9回  | 助演女優賞                             | ミレナ・スミット                                             | ノミネート | [ 20 ]        |
| フェロス賞                                 | 第9回  | 作曲賞                                 | アルベルト・イグレシアス                                     | 受賞       | [ 20 ]        |
| フェロス賞                                 | 第9回  | 予告編賞                               | アルベルト・リール                                           | ノミネート | [ 20 ]        |
| フェロス賞                                 | 第9回  | ポスター賞                             | ハビエル・ハエン                                             | 受賞       | [ 20 ]        |
| ロンドン映画批評家協会賞                   | 第42回 | 女優賞                                 | ペネロペ・クルス                                             | ノミネート | [ 21 ] [ 22 ] |
| CECアワード                                | 第77回 | 作品賞                                 | 作品賞                                                       | ノミネート | [ 23 ]        |
| CECアワード                                | 第77回 | 監督賞                                 | ペドロ・アルモドバル                                         | ノミネート | [ 23 ]        |
| CECアワード                                | 第77回 | 主演女優賞                             | ペネロペ・クルス                                             | ノミネート | [ 23 ]        |
| CECアワード                                | 第77回 | 助演女優賞                             | ミレナ・スミット                                             | ノミネート | [ 23 ]        |
| CECアワード                                | 第77回 | 撮影賞                                 | ホセ・ルイス・アルカイネ                                     | ノミネート | [ 23 ]        |
| CECアワード                                | 第77回 | 作曲賞                                 | アルベルト・イグレシアス                                     | ノミネート | [ 23 ]        |
| ゴヤ賞                                     | 第36回 | 作品賞                                 | 作品賞                                                       | ノミネート | [ 24 ] [ 25 ] |
| ゴヤ賞                                     | 第36回 | 監督賞                                 | ペドロ・アルモドバル                                         | ノミネート | [ 24 ] [ 25 ] |
| ゴヤ賞                                     | 第36回 | 主演女優賞                             | ペネロペ・クルス                                             | ノミネート | [ 24 ] [ 25 ] |
| ゴヤ賞                                     | 第36回 | 助演女優賞                             | アイタナ・サンチェス＝ギヨン                                 | ノミネート | [ 24 ] [ 25 ] |
| ゴヤ賞                                     | 第36回 | 助演女優賞                             | ミレナ・スミット                                             | ノミネート | [ 24 ] [ 25 ] |
| ゴヤ賞                                     | 第36回 | 撮影賞                                 | ホセ・ルイス・アルカイネ                                     | ノミネート | [ 24 ] [ 25 ] |
| ゴヤ賞                                     | 第36回 | 美術賞                                 | アンソン・ゴメス                                             | ノミネート | [ 24 ] [ 25 ] |
| ゴヤ賞                                     | 第36回 | 音響賞                                 | セルジオ・ビュルマン / ライア・カサノヴァス / マルク・オルツ | ノミネート | [ 24 ] [ 25 ] |
| ヒューストン映画批評家協会                 | 第15回 | 作品賞                                 | 作品賞                                                       | ノミネート | [ 26 ]        |
| ヒューストン映画批評家協会                 | 第15回 | 女優賞                                 | ペネロペ・クルス                                             | ノミネート | [ 26 ]        |
| ヒューストン映画批評家協会                 | 第15回 | 外国映画賞                             | 外国映画賞                                                   | ノミネート | [ 26 ]        |
| セザール賞                                 | 第47回 | 外国語映画賞                           | 外国語映画賞                                                 | ノミネート | [ 27 ]        |
| インディペンデント・スピリット賞           | 第37回 | 外国映画賞                             | 外国映画賞                                                   | ノミネート | [ 28 ]        |
| 英国アカデミー賞                           | 第75回 | 非英語作品賞                           | 非英語作品賞                                                 | ノミネート | [ 29 ]        |
| スペイン俳優組合賞                         | 第30回 | 主演女優賞                             | ペネロペ・クルス                                             | ノミネート | [ 30 ]        |
| スペイン俳優組合賞                         | 第30回 | 助演女優賞                             | アイタナ・サンチェス＝ギヨン                                 | ノミネート | [ 30 ]        |
| ドリアン賞                                 | 第13回 | 作品賞                                 | 作品賞                                                       | ノミネート | [ 31 ]        |
| ドリアン賞                                 | 第13回 | 外国語映画賞                           | 外国語映画賞                                                 | ノミネート | [ 31 ]        |
| ドリアン賞                                 | 第13回 | パフォーマンス賞                       | ペネロペ・クルス                                             | ノミネート | [ 31 ]        |
| サテライト賞                               | 第26回 | 主演女優賞（ドラマ部門）               | ペネロペ・クルス                                             | ノミネート | [ 32 ]        |
| サテライト賞                               | 第26回 | 脚本賞                                 | ペドロ・アルモドバル                                         | ノミネート | [ 32 ]        |
| サテライト賞                               | 第26回 | 作曲賞                                 | アルベルト・イグレシアス                                     | ノミネート | [ 32 ]        |
| アカデミー賞                               | 第94回 | 主演女優賞                             | ペネロペ・クルス                                             | ノミネート | [ 33 ]        |
| アカデミー賞                               | 第94回 | アカデミー作曲賞                       | アルベルト・イグレシアス                                     | ノミネート | [ 33 ]        |
| GLAADメディア賞                            | 第33回 | 作品賞                                 | 作品賞                                                       | 受賞       | [ 34 ]        |
| フォトグラマス・デ・プラータ               | 第72回 | 作品賞                                 | 作品賞                                                       | 受賞       | [ 35 ]        |
| フォトグラマス・デ・プラータ               | 第72回 | 映画女優賞                             | ペネロペ・クルス                                             | 受賞       | [ 35 ]        |
| プラティーノ賞                             | 第9回  | イベロアメリカ作品賞                   | イベロアメリカ作品賞                                         | ノミネート | [ 36 ] [ 37 ] |
| プラティーノ賞                             | 第9回  | 監督賞                                 | ペドロ・アルモドバル                                         | ノミネート | [ 36 ] [ 37 ] |
| プラティーノ賞                             | 第9回  | 作曲賞                                 | アルベルト・イグレシアス                                     | 受賞       | [ 36 ] [ 37 ] |
| プラティーノ賞                             | 第9回  | 主演女優賞                             | ペネロペ・クルス                                             | ノミネート | [ 36 ] [ 37 ] |
| プラティーノ賞                             | 第9回  | 助演女優賞                             | アイタナ・サンチェス＝ギヨン                                 | 受賞       | [ 36 ] [ 37 ] |
| プラティーノ賞                             | 第9回  | 助演女優賞                             | ミレナ・スミット                                             | ノミネート | [ 36 ] [ 37 ] |
| プラティーノ賞                             | 第9回  | 美術賞                                 | アンソン・ゴメス                                             | 受賞       | [ 36 ] [ 37 ] |
| ヨーロッパ映画賞                           | 第35回 | 女優賞                                 | ペネロペ・クルス                                             | ノミネート | [ 38 ]        |